# Willi Gerlach
Willi Gerlach   (Elberfeld, 10 de novembre de 1909 - segle XX) fou un oboista alemany.
Willi Gerlach va néixer el 1909 com a fill d'un músic. Després d'un any, va estudiar oboè a la Universitat Estatal de Música de Colònia i amb Fritz Flemming a la Universitat Acadèmica de Música de Berlín. De 1931 a 1933 va ser músic militar i estudiant particular amb Gustav Kern a Berlín.
A la dècada de 1930 va ser el primer adjunt oboista del "Stadttheater Wuppertal". Del 1936 al 1972 va ser membre (primer oboista) de l'Orquestra Gewandhaus de Leipzig. També va ensenyar a la Universitat de Música de Leipzig del 1942 al 1962. Entre els seus estudiants hi havia Peter Fischer.